# John Brinkley (astronome)
Pour les articles homonymes, voir John Brinkley et Brinkley.
John Brinkley (1763 à Woodbridge - 14 septembre 1835 à Dublin) est le premier astronome royal d'Irlande.

## Biographie
Brinkley naît à Woodbridge dans le Suffolk. En 1792 il devient le second professeur St Andrews de l'université de Dublin. Son travail principal est un catalogue d'étoiles ainsi que Elements of Plane Astronomy en 1808. La Royal Society le récompense par la médaille Copley en 1824.
Des observations de Brinkley, le décalage de la position apparente de plusieurs étoiles au cours de l'année, sont réfutés par l'astronome royal John Pond après une controverse persistante. En 1826 il devient évêque de Cloyne à Cork ; après cette nomination William Rowan Hamilton lui succède à la chaire St Andrews d'astronomie et à la tête de l'observatoire Dunsink.